# インド国家開発包括同盟
インド国家開発包括同盟（インドこっかかいはつほうかつどうめい、I.N.D.I.A;Indian National Developmental Inclusive Alliance）は、インドの政党連合。インド全国開発包括連合やインド国家発展包括的連合などとも表記される。
2023年7月に結成された。インド国民会議を中心とする40の政党からなる。2024年インド総選挙において232議席を獲得した。